# Pathé News
Pathé News fue una productora de noticieros y documentales británica, fundada en 1910 y desaparecida en 1970. Su fundador, Charles Pathé, fue un pionero de las películas con movimiento en la época en la que estas eran todavía mudas. Su archivo se conoce hoy en día como British Pathé y su colección de películas está totalmente digitalizada y disponible en Internet.

## Historia
Sus raíces se encuentran en 1896 París, Francia, cuando la Société Pathé Frères fue fundada por Charles Pathé y sus hermanos, quienes fueron pioneros en el desarrollo de la imagen en movimiento. Charles Pathé adoptó el emblema nacional de Francia, el gallo, como marca registrada de su empresa. Después de que la compañía, ahora llamada Compagnie Générale des Éstablissements Pathé Frère Phonographes & Cinématographes, inventara el noticiero cinematográfico con Pathé-Journal. French Pathé comenzó su noticiero en 1908 y abrió una oficina de noticiarios en Wardour Street, Londres en 1910.
Los noticieros se proyectaron en el cine y permanecieron en silencio hasta 1928. Al principio, duraron unos cuatro minutos y se emitieron quincenalmente. Durante los primeros días, las tomas de la cámara se tomaron desde una posición estacionaria, pero los noticiarios Pathé capturaron eventos como el salto fatal en paracaídas de Franz Reichelt desde la Torre Eiffel y la lesión fatal de la sufragista Emily Davison por un caballo de carreras en el Derby de Epsom de 1913. En1931 un noticiero Pathé sobre Mahatma Gandhi llega a Londres.
Durante la Primera Guerra Mundial, los noticiarios cinematográficos se llamaron Pathé Animated Gazettes, y por primera vez esto proporcionó a los periódicos competencia. Después de 1918, British Pathé comenzó a producir una serie de cinemazinas, en las que los noticiarios eran mucho más largos y completos. Para 1930, British Pathé cubría noticias, entretenimiento, deportes, cultura y temas de mujeres a través de programas que incluían el Pathétone Weekly, el Pathé Pictorial, el Gazette y Eve's Film Review.
En 1927, la compañía vendió British Pathé (tanto la división de largometrajes como de noticiarios) a First National. (French Pathé News continuó hasta 1980, y la biblioteca ahora es parte de la colección Gaumont-Pathé). Pathé volvió a cambiar de manos en 1933, cuando fue adquirida por British International Pictures, que más tarde se conoció como Associated British Picture Corporation.  En 1958, se vendió de nuevo a Warner Bros. y se convirtió en Warner-Pathé. Pathé finalmente dejó de producir el noticiero cinematográfico en febrero de 1970  ya que ya no podían competir con la televisión. Durante la ejecución de los noticiarios, los narradores incluyeron a Bob Danvers-Walker, Dwight Weist, Dan Donaldson, André Baruch y Clem McCarthy entre otros.

## Digitalización
La biblioteca en sí se vendió con Associated British Picture a EMI Films y luego a otros, incluido The Cannon Group (que dividió las divisiones de largometrajes y noticieros) y Daily Mail y General Trust, antes de relanzarse por derecho propio en 2009. La división de largometrajes ahora es parte de StudioCanal y no está relacionada con Pathé, la compañía francesa y matriz original de British Pathé. En 2002, parcialmente financiado por la Lotería Nacional del Reino Unido, se digitalizó todo el archivo. El archivo de British Pathé ahora contiene más de 3500 horas de historia filmada, 90 000 elementos individuales y 12 millones de fotografías. El 7 de febrero de 2009, British Pathé lanzó un canal de YouTube de su archivo de noticiarios. 
Desde marzo de 2010, British Pathé relanzó su archivo como un sitio de entretenimiento en línea, haciendo de Pathé News un servicio para el público y la industria de la radiodifusión. En mayo de 2010, The Guardian obtuvo acceso al archivo de British Pathé, que aloja videos de actualidad en su sitio web. En mayo de 2012, British Pathé ganó el Premio Internacional FOCAL a la biblioteca de imágenes del año. En abril de 2014, British Pathé subió la colección completa de 85.000 películas históricas a su canal de YouTube como parte de una campaña para hacer que el archivo sea más accesible para los espectadores de todo el mundo. 
Para 2020, el archivo de British Pathé ahora incluye material de la colección histórica de Reuters. Además, dado que históricamente los noticieros británicos Pathé cubrieron eventos en la isla de Irlanda, mientras que fue parte del Reino Unido de Gran Bretaña e Irlanda, Irlanda del Norte, el Estado Libre de Irlanda y más tarde una República, esa parte del archivo fue compartida con el Instituto de Cine Irlandés como "la Colección de Cine de la independencia de Irlanda". Esto también dio como resultado una catalogación más precisa de las ubicaciones, las personas y el contexto histórico que la oficina del Reino Unido habría tenido históricamente.

## Uso de televisión
British Pathé produjo una serie de programas y series, así como noticiarios, como Pathé Eve y Astra Gazette. En 2010, BBC Four revirtió la serie de los años 50 de Pathé Time To Remember, que fue narrada por el actor Stanley Holloway, y la emitió como una serie temática de 12 capítulos. BBC News continúa utilizando extractos en su cobertura de varios eventos, como Windrush y la Segunda Guerra Mundial.

## Nombres adquiridos
British Pathé ha sido conocido con los siguientes nombres:
- CGPC (1910-1927)
- First National-Pathé (1927-1933)
- Asociado British-Pathé / RKO-Pathé (1933-1958)
- Warner-Pathé (1958-1969)
- British Pathé News (1990-1995)
- British Pathé (desde 1995)

## American Pathé News
Las compañías de noticieros británicos y estadounidenses se separaron en 1921 cuando se vendió la compañía estadounidense. En 1947, Warner Bros. compró los activos cinematográficos de las compañías sucesoras de Pathé News, Inc. a RKO Radio Pictures, que las había adquirido en 1931. Warner, al igual que RKO antes que ellos, continuó produciendo el noticiero teatral Pathé News, su título cambió de RKO-Pathé News a Warner-Pathé News Warner también produjo una serie de 38 temas cortos teatrales y 81 números de la serie News Magazine of the Screen, que se sumaron a las propiedades cinematográficas de Pathé y fueron parte de la extensa biblioteca de películas. El productor y editor Robert Youngson fue el principal responsable de estas series y ganó dos premios de la Academia por ellas.
En 1956, Warner Bros. descontinuó la producción del noticiero teatral y vendió la biblioteca de películas Pathé News, los 38 cortometrajes teatrales, la Revista Pathé News de la Pantalla, la marca comercial del gallo cantando y los derechos de autor y otras propiedades a Studio Films, Inc. —Poco después llamado Pathé Pictures, Inc.— En este momento, los nuevos propietarios, Barnett Glassman, Samuel A. Costello y Joseph P. Smith adquirieron la propiedad y posteriormente cedieron el nombre y las propiedades cinematográficas de ambas compañías a Pathé News, Inc.
En 1958 se vendió a Sherman Grinberg una participación del 50% en la Filmoteca de Pathé News. La Filmoteca de Sherman Grinberg concedió la licencia de los derechos de comercialización a la Filmoteca de Pathé News. Pathé News, Inc retuvo el derecho exclusivo exclusivo de vender la biblioteca. La serie de 38 temas teatrales cortos y 81 números de la serie News Magazine of the Screen, Milestones of the Century, la serie Men of Destiny, Showtime at the Apollo, así como muchos otros títulos son comercializados por Historic Films Archive, LLC.
En 2016, los hijos de Joseph P. Smith, adquirieron el 100% de las acciones. Hoy, Pathé News, Inc. es una empresa privada de propiedad familiar.
Otras series de noticiarios estadounidenses incluyeron Paramount News (1927-1957), Fox Movietone News (1928-1963), Hearst Metrotone News/News of the Day (1914-1967), Universal Newsreel (1929-1967) y The March of Time (1935). –1951).